# UEFA Champions League (serijal videoigara)
UEFA Champions League je serijal službenih nogometnih videoigara UEFA Lige prvaka, a proizvodile su ih različite tvrtke u različitim serijalima. Dosad je napravljeno samo pet službenih videoigara, a prvu je 1996. godine izdao britanski Krisalis Software, zatim su licencu preuzeli Silicon Dreams i EA Sports. Od 2008., u sklopu serijala Pro Evolution Soccer japanski Konami posjeduje autorska prava za korištenje sadržaja Lige prvaka u svojim videoigrama.

## Krisalis Software (1996.)
Krisalis je imao bogatu povijest što se tiče nogometnih videoigara, proizveo je popularni European Club Soccer, koji je sadržavao nekadašnji sustav natjecanja iz 1992. godine. Krisalis je radio na 3D igraćem engine-u, i na igrama baziranim na dotadašnjim videoigrama. Igra je sadržavala svih 16 momčadi koje su se natjecale u Ligi prvaka 1996./97. Bila je izvorna kao Liga prvaka, sa skupinama, plus reprezentacijama.

## Silicon Dreams (1998. – 2002.)
Uz Silicon Dreams, koji je ujedno i proizvođač World League Soccer serijala, Champions League je imala tri igre, "98-99", "Season 1999-2000" i "2001-2002", koje su se proizvele za PlayStationi PC verzije. Izdavač triju igara bio je Eidos Interactive.

## EA Sports (2004. – 2008.)
U studenom 2004., Electronic Arts je najavio otkup licence za daljnju proizvodnju Champions League videoigara. Proizveli su dvije igre, 2004-2005 i  2006-2007. Smatraju se dijelom FIFA serijala, jer koriste jednak engine, a bio je i četvrti EA Sportsov nogometni serijal.

### UEFA Champions League 2004-2005
UEFA CL 2004-2005 je izdana 2004. godine i sadrži licence mnogih europskih liga, stadiona, te klubova. Sadržavala je opciju Career Mode koja je bila najzanimljivija u igri i omogućavala je igranje Lige prvaka u različitim situacijama.

### UEFA Champions League 2006-2007
Drugu videoigru, 2006-2007 izdao je EA Sports, 23. ožujka 2007. Četiri su verzije igre, jedna za PS2, za PSP, za PC i za Xbox 360. Verzije za PS2, PSP i 360 su slične. PlayStation Portable, PlayStation 2 i PC verzije proizveo je HB Studios, dok je Xbox 360 verziju proizvela EA Canada.

## Konami (2008.-danas)
9. studenog 2008., Konami je službeno objavio potpisivanje četverogodišnjeg ugovora za prava na UEFA Ligu prvaka. Ugovor je dopuštao Konamiju da koristi detalje iz Lige prvaka, kroz mnoge mogućnosti igre, ali ne i iste momčadi.